# Verband (Pflanzensoziologie)
Ein Verband bezeichnet in der floristischen Verwandtschaft der Pflanzengesellschaften (Synsystematik) nach Josias Braun-Blanquet eine Gruppierungseinheit. Diese wird aus mehreren Assoziationen mit gemeinsamen Charakterarten gebildet. Besitzen mehrere Verbände wiederum gemeinsame Charakterarten, bilden sie zusammen die nächsthöhere Gruppierungseinheit, die als Ordnung bezeichnet wird. In der Syntaxonomie (der in der Pflanzensoziologie verwendeten Taxonomie) besteht der Name eines Verbandes aus wissenschaftlichen Gattungsnamen mit der angehängten Endung „-ion“, dabei kann das Artepitheton der namengebenden Art in der Genitiv-Form angehängt werden, z. B. Cynosurion (Kammgras-Fettweiden) bzw.  Cynosurion cristati.
Würde man die taxonomische Einteilung der Pflanzen im Rahmen der biologischen Systematik als Vergleich heranziehen, so entsprächen die Assoziationen im Wesentlichen den Arten und die Verbände den übergeordneten Gattungen.

## Weblink
- Namen und Systematik (Snytaxonomie und Synsystematik) bei FloraWeb – Daten und Informationen zu Wildpflanzen und zur Vegetation Deutschlands. herausgegeben vom BfN Bundesamt für Naturschutz.